# Орудие труда
Орудие труда — один из терминов марксистской политической экономии, главная часть средств труда. Маркс называет орудия труда «механическими средствами труда», определяет как «костную и мускульную систему производства» и считает отражением уровня развития общественного производства. Средствам труда, предназначенным для хранения (трубы, бочки, корзины, сосуды и т. д.), Маркс отводит второстепенную роль и определяет как «сосудистую систему производства». В свою очередь, средства труда — одна из частей средств производства. Орудия труда включают инструменты, машины, приборы, двигатели и т. п., с помощью которых в процессе производства обрабатываются предметы труда, изготовляется продукция.

## Орудиятрудав животном мире
Лукреций рассматривал роль органов человека как орудий и рассуждал о взаимоотношении органов и психических функций, о пределах психических и физических функций человека. Вопрос психико-физической сущности животного также рассматривался Ла-Меттри. Гельвеций определял человека, как особое животное пользующееся орудиями труда. Первобытный человек не имел других орудий, кроме собственных рук, ногтей и зубов, а затем — камней, древесных сучьев. Человек постепенно дошёл до мысли приспосабливать в большей степени камни и отламываемые палки путём их обработки.С древних времен люди научились заменять утраченные органы механическими инструментами-протезами.
Дарвин считал, что разница между психикой человека и животных, как бы она ни была велика, это разница в степени, а не в качестве, и эволюция психики имеет непрерывный характер от низших форм животного мира к высшим.
«Орудия труда» — русскоязычный термин марксистского учения. Работу по переводу «Капитала» Карла Маркса на русский язык вели М. А. Бакунин, Г. А. Лопатин, Н. Н. Любавин. Николай Францевич Даниельсон завершил перевод трёх томов «Капитала». На значение термина в русском языке могло повлиять господствующее положение марксизма в государственной идеологии. Маркс в своей теории уделял большое внимание «средствам труда» и признавал, что «труд» и «средства труда» свойственны как человеку, так и животным, однако основное место в его работе принадлежит именно «средствам труда» и «труду» человека. Для животных, в отличие от человека, не свойственны товарно-денежные отношения. Маркс противопоставляет созидательную деятельность человека созидательной деятельности животных на основании того, что животные, в отличие от человека, не моделируют связь между актом труда и результатом акта труда. Труд животных он называет «инстинктивной формой труда». Маркс исследовал роль производительных сил в производственных отношениях людей. Роль интеллекта в эволюции орудий труда и средств труда ему была не интересна. Средства труда рассматривались Лениным как продолжения человеческих органов за пределы собственного тела. «Так данное самой природой становится органом его деятельности, органом, который он присоединяет к органам своего тела, удлиняя таким образом, вопреки Библии, естественные размеры последнего». Средства труда в плане их участия в производственных отношениях людей после смерти Маркса рассматривались Энгельсом в работе «Происхождение семьи, частной собственности и государства».
Роль интеллекта в решении творческих задач животными с применением орудий труда рассматривалась Д. Гриффином. Этот раздел знаний Гриффин назвал когнитивной этологией. Конрад Лоренц обнаружил, что животные способны передавать друг другу навыки, приобретенные путём обучения. Кёлер изучал закономерности применения животными орудий при достижении ими поставленных задач.
Примитивные орудия труда используются некоторыми обезьянами, например, орангутанами.

## Орудия труда и общество
Развитие общества и человека напрямую связано с совершенствованием орудий труда. Производство орудий труда — процесс коллективный, который является его важнейшим, определяющим признаком. Животные могут использовать природные предметы в собственных действиях, но никогда не изготавливают орудия труда с помощью орудий труда. Даже самые примитивные орудия труда закрепляли и передавали другим индивидам инстинктивно незакрепленные «схемы деятельности». В орудиях труда, их форме и функциях закреплены идеальные, исторически выработанные, обобщенные способы трудовой деятельности. Орудия труда заставляют человека действовать по логике всеобщей схемы труда. В процессе обучения овладение орудиями труда становится важнейшим средством социализации индивидов, приобщения их к нормам культуры. Орудия труда были первыми предметными, материальными «абстракциями», что оказало влияние на процессы становления и развития собственно мышления.

## Музеи — пособие изучения эволюции орудий труда
О древнейшей истории и последовательном развитии можно судить по сопоставлению изделий, находимых в доисторических отложениях каменного века, с инструментами современных первобытных племён. Инструменты различных времен и народов собраны в коллекциях этнографических, исторических и археологических музеев. Эти музеи служат важным пособием для изучения генезиса и последовательного его развития (как и вообще так называемой житейской техники и материальной культуры).
Одна из первых коллекций в этих целях была составлена археологом Лэн-Фоксом (он же впоследствии Питт-Риверс), который передал её затем в музей Оксфордского университета. В настоящее время этот этнографический музей Оксфорда называется «Музей Питта Риверса». В коллекции были подобраны изделия разных народов и эпох, по возможности все переходы от простейших до наиболее сложных орудий и оружий. Тут можно было наглядно убедиться, как, например, из простой палки развивались мало-помалу различные виды и типы палиц, копий, вёсел, метательного оружия (бумеранг и др.); как из осколка камня развивались с одной стороны нож, острие копья или стрелы, с другой — скребло, скребок, долото, топор и пр. Известны также Этнологический музей (Берлин), Музей искусств и ремёсел (Париж), Лейпциг- музей ремёсел (Museum des Kunsthandwerks), Этнологический музей (Вена), Британский музей, Государственный Археологический музей Франции в Сен-Жермен-ан-Ле, Тулузский музей натуральной истории, Национальный музей Дании, Музей Дренте в Нидерландах, Моравский музей в Чехии.
В России первый этнографический музей был основан Петром I. В настоящее время также действует Российский этнографический музей в Санкт-Петербурге. Экспозиция Государственного исторического музея в Москве включает коллекцию орудий труда первобытного человека. Принцип действия технических устройств разъясняется экспозицией Политехнического музея в Москве. Музей техники Вадима Задорожного содержит в своей коллекции ценные и редкие экземпляры военной техники.